# Onitis granicollis
Onitis granicollis är en skalbaggsart som beskrevs av Felsche 1907. Onitis granicollis ingår i släktet Onitis och familjen bladhorningar. Inga underarter finns listade i Catalogue of Life.